# Villemomble
Villemomble è un comune francese di 28 266 abitanti situato nel dipartimento della Senna-Saint-Denis nella regione dell'Île-de-France.

## Società

### Evoluzione demografica
Abitanti censiti

## Amministrazione

### Gemellaggi
- Bonn-Hardtberg, dal 1967
- Droylsden, dal 1983
- Portimão, dal 1989